# ضياء الرحمن أعظمي
أبو أحمد محمد عبدالله الأعظمي أو ضياء الرحمن الأعظمي (1943-30 يوليو 2020) كان عالم إسلامي سعودي هندي المولد شغل منصب عميد لقسم الحديث في الجامعة الإسلامية بالمدينة المنورة. اشتهر بتجميع الحديث بعنوان "الجامع الكامل في الحديث الصحيح الشامل".

## السيرة الذاتية
ولد ضياء الرحمن الأعظمي بانك لال في عائلة هندوسية في عام 1943 في أعظم كره. في سن الخامسة عشرة ، اعتنق الإسلام عام 1960. تلقى تعليمه الابتدائي في مدرسة محلية ثم التحق بكلية شبلي الوطنية في أعظم جراه. بدأ دراسة المنهج النظامي الرائج في بلاد الهند في جامعة دار السلام في عمر آباد ، وحصل على بكالوريوس. وماجستير في الدراسات الإسلامية من الجامعة الإسلامية بالمدينة المنورة وجامعة أم القرى على التوالي. كتب أطروحة الدكتوراه في جامعة الأزهر.
تم تعيين الأعظمي أستاذا في الجامعة الإسلامية بالمدينة المنورة وحصل فيما بعد على الجنسية السعودية. توفي في 30 يوليو 2020.

## المؤلفات:
قام الأعظمي بتأليف الجامع الكامل في الحديث الصحيح الشامل أو موسوعة الحديث الصحيح ، المعروف أيضًا باسم جامع الكامل ، وهو مجموعة من روايات الأحاديث الصحيحة. وفقًا للباحث الإسلامي محمد إسحاق بهاتي ، "هذا عمل لم يقم به أحد من قبل"."
تشمل أعماله الأخرى:
1. أبو هريرة في ضوء مروياته
2. دراسات في الجرح والتعديل
3. المِنة الكبرى: شرح وتاريخ السنن الصغير للحافظ البيهقي
4. معجم محدث الحديث واللطيف الأسانيد
5. دراسات في اليهودية والمسيحية وأديان الهند
6. اليهودية والمسيحية
7. فصول في أديان الهند الهندوسية والبوذية والجينية والسيخية وعلاقة التصوف بها
8. تحية المسجد [13]
9. سيرة المصطفى صلى الله عليه وسلم الصحيحة على منهج المحدِّثين
10. التمسك بألسنه في العقائد والأحكام
11. أقضية رسول الله صلي الله عليه وسلم لابن الطلاع القرطبي المتوفى سنه 497  هج
12. المدخل الي السنن الكبرى للامام البيهقى سنه 458 هج
13. امالي ابن مردويه المتوفى سنه 410 هج
14. فتح الغفور في وضع الأيدي على الصدور للعلامة الشيخ محمد بن حياة السندي المتوفى سنه 1163 هج

### التراكيب الهندية
1. कुरान की शीतल छाया (ظل رائع من القرآن)
2. कुरान विश्वकोश (موسوعة القرآن)

### قائمة المراجع
- Bhatti، Muhammad Ishaq (2012). "د. ضياء الرحمن عزمي". Barr-e-Sagheer mai Ahle Hadees ki Awwaliyaat (بالأوردية). دار أبي الطيب. ص. 74–76. {{استشهاد بكتاب}}: |موقع= تُجوهل (مساعدة)
- Bhatti، Muhammad Ishaq (2015). Chamnistan-e-Hadees [حديقة الحديث]. Maktaba Quddoosia. ص. 585–594. {{استشهاد بكتاب}}: |موقع= تُجوهل (مساعدة)
- Nadwi، Razi ul Islam (30 يوليو 2020). [https: //urdu.millattimes.com/ archives / 59133 "اسلام کا بیٹا: ضیاء الرحمن"] [ابن الإسلام: Ziya ur Rahman]. Millat Times (بالأوردية). اطلع عليه بتاريخ 2021-12-27. {{استشهاد بخبر}}: تحقق من قيمة |مسار= (مساعدة)
- Khokhar، محمد صادق (18 آب (أغسطس) 2020). [https: //jang.com.pk/news / 809979 "پروفیسر ضیاء الرحمٰن اعظمی کی رحلت"] [وفاة الأستاذ ضياء الرحمن عزمي]. ديلي جنك (بالأوردية). اطلع عليه بتاريخ 27 كانون الأول (ديسمبر) 2021. {{استشهاد بخبر}}: تحقق من التاريخ في: |تاريخ الوصول= و|تاريخ= (مساعدة) وتحقق من قيمة |مسار= (مساعدة)
- Tariq، Lubna (30 يونيو 2020). [https: //www.baseeratonline.com/109641 "اعظم گڑھ کا ہندو کیسے مدینہ یونیورسٹی اور مسجد نبوی کا معلم بن گیا"] [كيف أصبح هندوسي عزامجاره أستاذًا في جامعة المدينة والمسجد النبوي]. Baseerat Online (بالأوردية). اطلع عليه بتاريخ 2021-12-27. {{استشهاد بخبر}}: تحقق من قيمة |مسار= (مساعدة)